# Ianuarie
ianuarie • februarie • martie  • aprilie  • mai  • iunie  • iulie  • august  • septembrie  • octombrie  • noiembrie  • decembrie

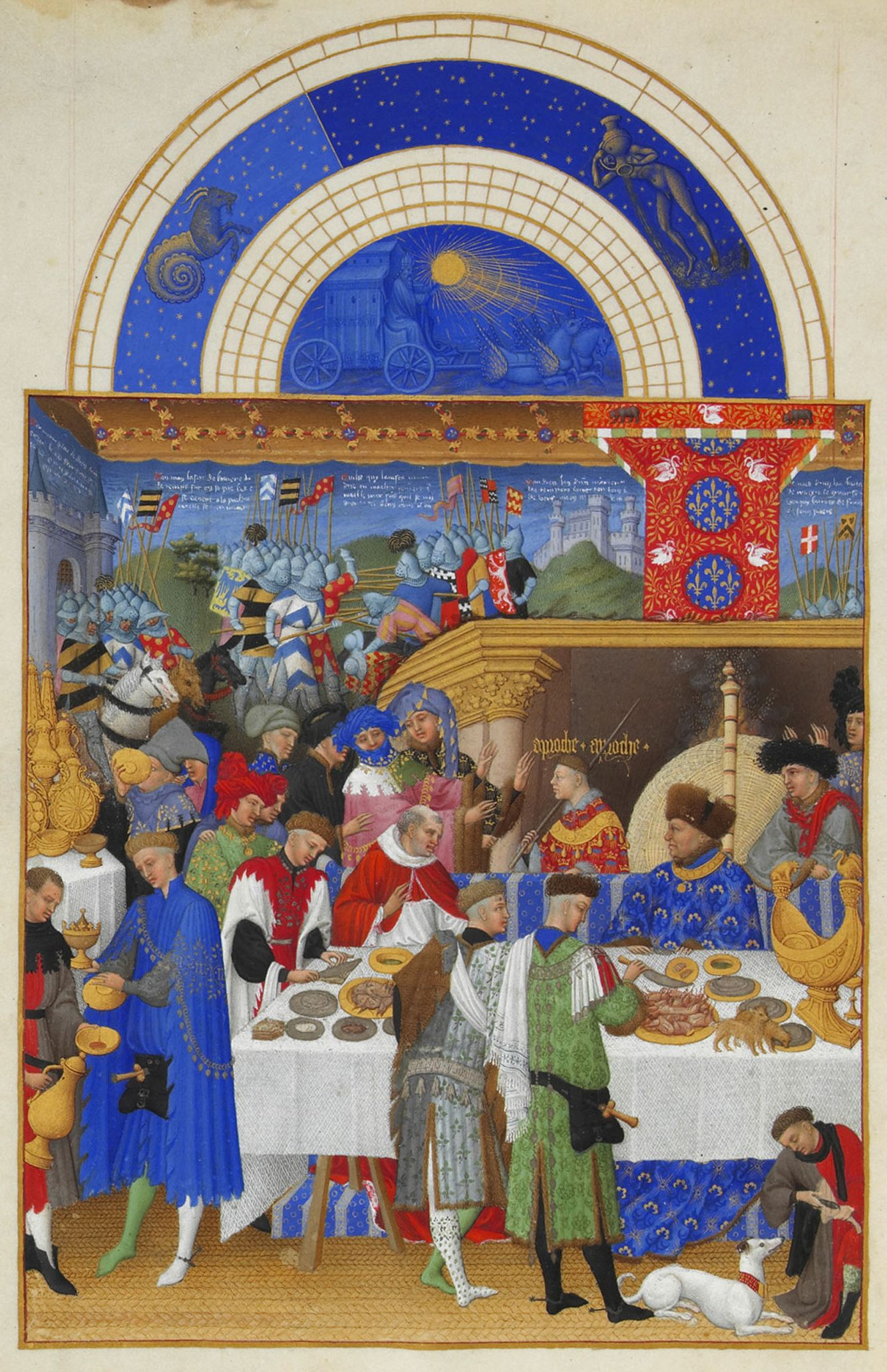
Ianuarie - Les Très riches heures du duc de Berry

Ianuarie este prima lună a anului în calendarul Gregorian și una dintre cele șapte luni gregoriene cu o durată de 31 de zile.
Ianuarie începe (astrologic) cu soarele în semnul Capricornului și sfârșește în semnul Vărsătorului. Din punct de vedere astronomic, luna ianuarie începe cu soarele în constelația Săgetătorului și se sfârșește cu soarele în constelația Capricornului.
Numele lunii ianuarie (latină: Ianuarius) vine de la zeul Ianus din mitologia romană, zeu cu două fețe: una orientată spre anul care se încheie și alta spre anul care vine.

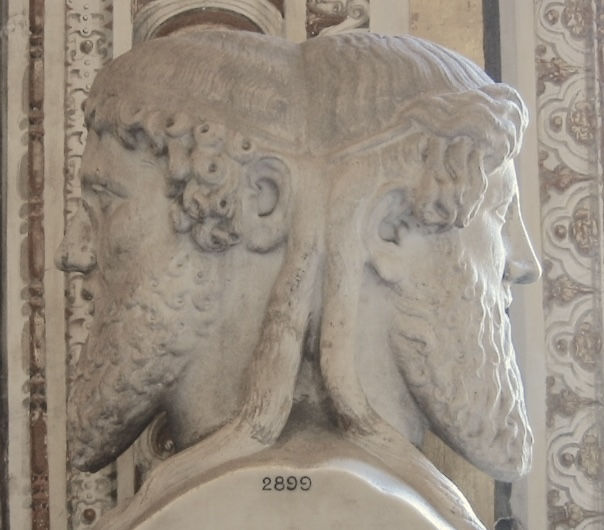
Ianus, zeul cu două fețe de la care vine numele primei luni a anului

Luna Ianuarie a fost introdusă în calendarul roman în jurul anului 700 î.Hr. Până atunci anul avea doar zece luni (304 zile).
Grecii numeau luna ianuarie Camelion.
În România, luna ianuarie, popular, se numește Gerar. Sărbătorile din luna ianuarie cuprind obiceiuri și practici specifice începutului de an prin care oamenii speră să obțină, prin diferite practici magice, prosperitate, sănătate, liniște și pace.
Ianuarie începe cu aceeași zi a săptămânii ca și Octombrie într-un an obișnuit și ca Aprilie și Iulie într-un an bisect.
Durata zilei
Soarele — la începutul lunii ianuarie Soarele răsare la 7:52 și apune la 16:47, iar la sfârșitul lunii răsare la 7:35 și apune la ora 17:23.
Evenimente și tradiții
- Anul Nou
- 1 ianuarie: Sfântul Vasile
- 5 ianuarie: Ajunul Bobotezei
- 6 ianuarie: Botezul Domnului
- 7 ianuarie: Ioan Botezătorul
- 30 ianuarie: Sfinții Trei Ierarhi: Vasile cel Mare, Grigorie Teologul și loan Gură de Aur

Caragiale - Calendar
I.L.Caragiale spunea despre luna ianuarie Frigul pentru cei fără paltoane e cu 15 grade mai mare decât pentru cei împaltonați.